# Маније Аквилије (конзул 101. п. н. е.)
Маније Аквилије (умро 88. п. н. е.) је био римски војсковођа и политичар. 

## Биографија
Историчари сматрају да је Маније био син истоименог оца, изабраног за конзула године 129. године п. н. е. Сам Маније је 101. године п. н. е. био следбеник популарног Гаја Марија. У Кимбријском рату је комнандовао резервном војском која је требало да брани Рим за случај да Маријеве снаге не стигну поразити Кимбре у северној Италији. Након пораза Кимбра у код Верцела је следеће године изабран за конзула послан на Сицилију где је угушио устанак робова под Салвијем за што је награђен тријумфом.
Године 88. п. н. е. је као легат послат у Азију у рат против Митридата. Поражен је у бици код Протостахија, а приликом покушаја повлачења је заробљен од стране становника Лезбоса и изручен Митридату. Он је то искористио у пропагандне сврхе - натерао је Манија да парадира Анадолијом по магарцу, признајући низ злочина над домороцима почињених док је био римски гувернер Азије. На крају је доведен у Пергам гдје је погубљен на окрутан и понижавајући начин - у грло су му усули отопљено злато, настојећи на тај начин симболично казнити његову похлепу. Таква врста погубљења је ускоро постала популарна међу источњачким народима и владарима који су ратовали против Римљана, те је, између осталог, примењена и на Красу године 53. п. н. е.